# بنو يعفر
بنو يعفر هي سلالة حِميَّرية حكمت اليمن، بين عامي 225-387 هـ/839-997 م، وامتد نفوذهم إلى صنعاء عن طريق يعفر بن عبد الرحمن الحوالي، فلما تُوفِّى عبد الرحمن قام ابنه يعفر مقامه، وصارع في ميادين عديدة، كان من أهمها صراعه ضد حمير بن الحارث والي اليمن، وصراعه ضد بني زياد حكام زبيد، إلا أن الدولة اختلت اختلالًا واسعًا في عهد إبراهيم بن محمد نتيجة لاقتحام الأئمة والقرامطة البلاد، فعمت فيها الفوضى، وانتهت.

## التاريخ
في الوقت الذي انخفض فيه الحكم المباشر للعباسيين على اليمن، بدأ اليعافرة من شبام كوكبان بتوسيع قاعدة قوتهم في المرتفعات اليمنية. فشلت محاولتهم الأولى للسيطرة على صنعاء عام 841 فشلاً ذريعاً وتلقى الحاكم العباسي إمدادات من العراق. ومع ذلك، نجح اليعافرة في صد الهجمات على معقلهم في شبام. في عام 847، سيطروا على المناطق الواقعة بين صعدة وتعز. سقطت صنعاء في أيديهم عندما فر الوالي حمير بن الحارث من اليمن. أصبحت صنعاء عاصمة لهم لفترة من الوقت. وقد امتد نفوذهم على عدد من مناطق اليمن ومخاليفها من شبام وصنعاء إلى حضرموت أحياناً ما عدا تهامة، وكان ولاؤهم الاسمي للعباسيين.

## الخلافات الداخلية
بعد حكم مستقر لمدة 25 عامًا، ترك مؤسس السلالة، يعفر بن عبد الرحمن الحوالي شؤون الدولة لابنه محمد عام 872. فضّل محمد شبام كعاصمة له. حصل محمد عام 873 على كتاب تأكيد من الخليفة العباسي حاكما على صنعاء والجند وحضرموت لكن ليس سهل تهامة احتراما لبني زياد. سلم محمد مقاليد الحكم لابنه إبراهيم عام 876 الذي قتل والده وعمه في مسجد شبام عام 892 (أو 882) للتأكد من خلو السلطة له. أدت سلسلة من الثورات إلى طرد اليعافرة من صنعاء. تولى حاكم عباسي حكم المدينة لفترة، ولكن بعد 895 أصبحت الظروف فوضوية على نحو متزايد.

## الصراعات

### الزيديون
في بداية القرن العاشر، شهدت البلاد ظهور الدعوة الزيدية بقيادة الهادي يحيى بن الحسين الرسي عام 897، والذي انحصر نفوذه في منطقة صعدة وإن كان قد حاول السيطرة على صنعاء مرتين لكنه لم يتمكن من الاستقرار فيها.

### الإسماعيليون
وقد ظهرت كذلك الدعوة الإسماعيلية بقيادة منصور اليمن بن حوشب الذي انطلق من مدينة عدن لاعة وعلي بن الفضل الخنفري الذي انطلق من جبل خنفر في أبين. وكان الداعيان قد وصلا من العراق لنشر الدعوة الإسماعيلية للإمام المستور أبي عبد الله المهدي عام 881، وبدأت دعوتهما في الحركة العملية بعد عام 883، إذ أصبح لكل واحد منهما قوة بشرية ومادية مخلصة له، وعادة ما يشار إلى الزعيمين على أنهما قرامطة.
كما استغل ابن حوشب حادث قتل الأمير محمد بن يعفر في نفس السنة واختلاف أسرته في من يخلفه، فاستولى على الحصون والقلاع في المنطقة الغربية من صنعاء. وقام علي بن الفضل باكتساح المناطق الجنوبية من اليمن حتى وصل إلى صنعاء واستولى عليها عام 905، واتجه إلى زبيد عاصمة دولة بني زياد واستولى عليها، ثم عاد إلى صنعاء، وتحصن أمراء آل يعفر في بعض الحصون المنيعة في منطقة الجوف إلى الشمال خارج صنعاء وهادنوا علي بن الفضل حتى عام 916. من 901 إلى 913 يقال أنه تم احتلال صنعاء 20 مرة، واستسلمت من خلال المفاوضات ثلاث مرات، وحوصرت خمس مرات دون جدوى. أخيراً تمكن الأمير أسعد بن يعفر من القضاء على ابن الفضل بواسطة السم، وكان ابن الفضل في حصنه المنيع في المذيخرة وقضى الأمير أسعد على ما تبقى من نفوذ ابن الفضل، وتجددت بهذا الانتصار قوة الدولة اليعفرية وحكمت معظم اليمن، وانحصر نفوذ وسلطة أمراء الدولة الزيادية ومواليهم آل نجاح على السهل الغربي من تهامة بعد ذلك.

### غيرهم
واجه آل يعفر منافسة شديدة من قبل سلاطين آل الضحاك في البون وريدة وآل الدعام في أرحب والجوف وآل أبو الفتوح في خولان العالية إذ تحالفوا مع الأئمة الزيديين حيناً ضد آل يعفر ومع آل يعفر حينًا آخر.

## الزوال
توفي أبو حسن أسعد عام 944 وكان، كما اتضح فيما بعد، آخر حاكم يعفري قوي. في منتصف القرن العاشر، بدأ انحدار السلالة الحاكمة في تنازع أفراد الأسرة مع بعضهم البعض. تمكن الإمام الزيدي المختار القاسم من السيطرة على صنعاء عام 956 لكنه قُتل في نفس العام على يد زعيم همدان ابن الضحاك الذي سيطر على السياسة حتى عام 963 واعترف بالزياديين في زبيد. بعد ذلك، نصب زعيم من خولان يدعى الأسمر يوسف الأميرَ عبد الله بن قحطان على العرش. حكم عبد الله عهداً طويلاً ومضطربًا ونجح في مهاجمة الزياديين عام 989 ونهب زبيد. ثم توقف عن ذكر العباسيين في الخطبة. توفي عبد الله عام 997 وخلفه ابنه أسعد الثاني. ومع ذلك، زالت سلطة اليعافرة على صنعاء ولم يعد لهم أي أهمية بعد ذلك. يتم ذكر السلالة أحيانًا في سجلات الأحداث حتى عام 1280.

## قائمة الحكام
| م                               | اسم الحاكم                 | فترة الحكم  |
| ------------------------------- | -------------------------- | ----------- |
| 1                               | يعفر بن عبد الرحمن الحوالي | 847 - 872 م |
| 2                               | محمد بن يعفر               | 872 - 892 م |
| 3                               | عبد القادر أحمد بن يعفر    | 892 م       |
| 4                               | إبراهيم بن محمد بن يعفر    | 892 - 898 م |
| 5                               | أسعد بن إبراهيم            | 898 - 905 م |
| فترة حكم القرامطة (905 - 916 م) |                            |             |
| (5)                             | أسعد بن إبراهيم            | 916 - 944 م |
| 6                               | محمد بن إبراهيم            | 944 - 956 م |
| 7                               | عبد اللَّه بن قحطان          | 963 - 997 م |